# Saint Marys
Saint Marys es una parroquia canadiense situada en la provincia de Nuevo Brunswick.

## Superficie
Saint Marys tiene una superficie de 751,9 km².

## Demografía
En 2021, tenía 5084 habitantes, una densidad poblacional de 6,8 hab./km², y 2030 viviendas.